# 寇特·威默
寇特·威默（英語：Kurt Wimmer，1964年—），美國男導演、製片人、編劇和演員，執導的知名作品如2002年的科幻動作片《重裝任務》。

## 作品列表
- 1995：《烈血終結者（英语：One Tough Bastard）》-導演
- 1998：《地動天驚》-編劇
- 1999：《天羅地網》-編劇
- 2002：《重裝任務》-導演，編劇，演員（客串：造反的受害者）[1]
- 2003：《C.I.A.追緝令（英语：The Recruit）》-編劇
- 2006：《紫光任務》-導演，編劇，演員（客串：Hemophage）
- 2008：《正義悍將》-編劇
- 2009：《重案對決》-編劇，監製
- 2010：《特務間諜》-編劇
- 2012：《攔截記憶碼》-編劇[2]
- 2015：《飆風特攻》-編劇，監製
- 2020：《索命咒（英语：Spell (film)）》-編劇，監製
- 2020：《玉米地的小孩（英语：Children of the Corn (2020 film)）》-導演，編劇，執行製片人
- 2021：《偷天俠盜團》-編劇
- 2023：《浴血任務4》-編劇
- 2024：《蜂刑者》-編劇，監製[3]

## 外部連結
- 寇特·威默在互联网电影资料库（IMDb）上的資料（英文）
- 10 Questions with Kurt Wimmer（页面存档备份，存于）
- Kurt Wimmer at 2005 UFA Conference（页面存档备份，存于）